# Halalaimus terrestris
Halalaimus terrestris är en rundmaskart som beskrevs av Gerlach 1959. Halalaimus terrestris ingår i släktet Halalaimus och familjen Oxystominidae. Inga underarter finns listade i Catalogue of Life.